# 范布倫鎮區 (印地安納州方廷縣)
范布倫鎮區（英語：Van Buren Township）是位於美國印地安納州方廷縣的一個行政鎮區。

## 地方資料
根據2010年美國人口普查的數據，范布倫鎮區的面積為97.20平方千米，當中陸地面積為97.10平方千米，而水域面積為0.10平方千米。當地共有人口2972人，而人口密度為每平方千米30.58人。